# Atlanta Opera

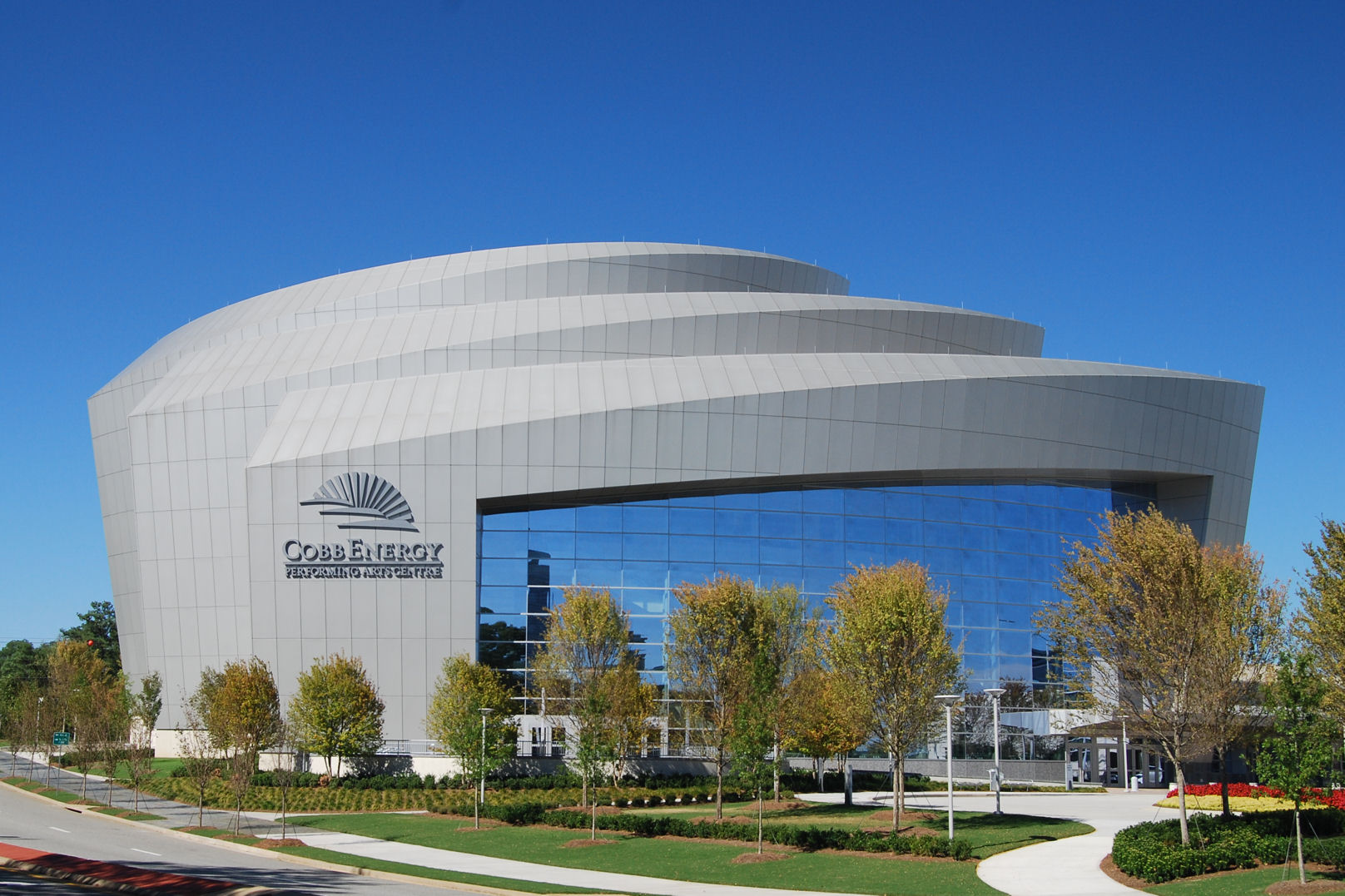
Cobb Energy Performing Arts Centre

Die Atlanta Opera ist eine Oper der Metropolregion Atlanta, gegründet im Jahr 1979. Seit 2007 bespielt sie zusammen mit dem Atlanta Ballet das neue Cobb Energy Performing Arts Centre in Cumberland (Georgia) und gilt als das bedeutendste Opernhaus des amerikanischen Südostens.

## Geschichte
Als die Metropolitan Opera in den späten 1970er Jahren ihre regelmäßigen Tourneevorstellungen in Atlanta beendete, war dies für die Opernliebhaber der Region ein großer kultureller Einschnitt. Mit Förderung von privater und öffentlicher Seite wurde 1979 schließlich die Atlanta Civic Opera gegründet, ein Zusammenschluss zwei kleinerer Kompanien, der Atlanta Lyric Opera und der Georgia Opera. Die erste Produktion war Verdis La traviata, die Premiere fand am 28. März 1980 im Fox Theatre statt. Im Dezember desselben Jahres wurde eine Operngala in der Atlanta Symphony Hall veranstaltet, an der unter anderen Catherine Malfitano, Jerry Hadley und Samuel Ramey teilnahmen.
Im Jahr 1985 erfolgte die Umbenennung auf The Atlanta Opera. 1998 bezog die Atlanta Opera das erste eigene Haus, das Atlanta Opera Center in der berühmten Peachtree Street. Von 2003 bis 2007 bespielte die Oper das Boisfeuillet Jones Atlanta Civic Center. Seither finden die großen und publikumswirksamen Produktionen alle im Cobb Energy Performing Arts Centre statt. Dort werden alljährlich vier populäre Produktionen aufgeführt.
Es finden darüber hinaus Produktionen in Downtown Atlanta statt. Am 5. April 2018 erfolgte die Uraufführung der Oper Out of Darkness: Two Remain von Jake Heggie, welche die Überlebensgeschichten der Holocaust-Überlebenden Krystyna Żywulska und Gad Beck thematisiert.

## Künstlerische Leiter
- 1979–1984: Thomas Pasatieri
- Arthur Fagen
- Tomer Zvulun (seit 2013)